# Eurodryas balcanica
Eurodryas balcanica är en fjärilsart som beskrevs av Karl Schawerda 1908. Eurodryas balcanica ingår i släktet Eurodryas och familjen praktfjärilar. Inga underarter finns listade i Catalogue of Life.